# Хай ибн Якзан
Хай ибн Якза́н или Повесть о Хайе, сыне Якзана (араб. حي بن يقظان‎ — Живой, сын Бодрствующего, лат. Philosophus Autodidactus — «Философ-самоучка») — первый арабский и первый философский роман, написанный мавританским философом и врачом Ибн Туфайлем в начале XII века в исламской Испании. Роман написан в честь самого раннего аллегорического рассказа и философского романа под тем же названием, написанного Авиценной (Ибн Сина) в XI веке, хотя они повествовали о разных историях.
Философско-мистический смысл отражён в заглавии романа — «Хай ибн Якзан» в переводе с арабского означает «Живой, сын Бодрствующего». Герой романа — Хай ибн Якзан — начинает свою жизнь на необитаемом острове. Согласно одной версий — он из числа тех, «кто рождается без отца и матери». По другой — мать Хая, тайно родившая его от некоего Якзана, бросила своего младенца в море, которое вынесло его на берег необитаемого острова.
Младенец, вскормленный газелью и выросший среди диких зверей, пытается осмыслить окружающий мир, наблюдая за природой. Он силой своего разума постепенно постигает основы мироздания и жизненные законы. Далее он отправляется к другим людям, чтобы разъяснить истину. Однако люди не вникают в поучения Хая. Узнав человеческое общество с его порочными взаимоотношениями и ложными представлениями, Хай отчаивается в деле исправления людей и возвращается на свой уединённый остров.
Роман «Хай ибн Якзан» оказал значительное влияние на арабскую, персидскую и европейскую литературу, после того, как был переведён в 1671 году на латинский, а затем и на другие европейские языки. Эта работа также оказала «огромное влияние» на классическую исламскую и на современную западную философию, и стала одной из самых важных книг, которая «возвестила о научной революции» и европейском просвещении. 
Роман также считается предшественником европейского романа воспитания и предположительно вдохновил Даниэля Дефо на написание «Робинзона Крузо».

### Издания на русском языке
- Ибн-Туфейль. Роман о Хайе, сыне Якзана / Пер. И. П. Кузьмина // Избранные произведения мыслителей стран Ближнего и Среднего Востока IX—XIV вв. — М.: Соцэкгиз, 1961. — С. 329—394.
- Ибн Туфейль. Повесть о Хайе ибн Якзане / Пер. И. П. Кузьмина // Средневековая андалусская проза. — М.: Художественная литература, 1985. — С. 199—276.
- Ибн Туфейль. Повесть о Хайе, сыне Якзана / Пер. А. В. Сагадеева. — М.: Книга, 1988. — 400 с. — ISBN 5-212-00066-1.